# Acanthurus nigricauda
Acanthurus nigricauda е вид бодлоперка от семейство Acanthuridae. Видът не е застрашен от изчезване.

## Разпространение и местообитание
Разпространен е в Австралия, Американска Самоа, Британска индоокеанска територия (Чагос), Бруней, Вануату, Виетнам, Гуам, Източен Тимор, Индия (Андамански и Никобарски острови), Индонезия, Камбоджа, Кения, Кирибати (Гилбъртови острови, Лайн и Феникс), Кокосови острови, Коморски острови, Мавриций, Мадагаскар, Майот, Малайзия, Малдиви, Малки далечни острови на САЩ (Лайн, Остров Бейкър, Уейк и Хауленд), Маршалови острови, Мианмар, Микронезия, Мозамбик, Науру, Ниуе, Нова Каледония, Остров Рождество, Острови Кук, Палау, Папуа Нова Гвинея, Параселски острови, Провинции в КНР, Реюнион, Самоа, Северни Мариански острови, Сейшели, Сингапур, Соломонови острови, Сомалия, Острови Спратли, Тайван, Тайланд, Танзания, Токелау, Тонга, Тувалу, Уолис и Футуна, Фиджи, Филипини, Френска Полинезия, Френски южни и антарктически територии (Нормандски острови), Шри Ланка, Южна Африка и Япония.
Обитава полусолени и тропически води, морета и рифове. Среща се на дълбочина от 1 до 30 m, при температура на водата от 25,3 до 29,1 °C и соленост 32,3 – 35,4 ‰.

## Описание
На дължина достигат до 40 cm.
Популацията на вида е стабилна.